# József Csermák
József Csermák (ur. 14 lutego 1932 w Sencu w Czechosłowacji, zm. 14 stycznia 2001 w Tapolcy) – węgierski lekkoatleta, specjalizujący się w rzucie młotem, mistrz olimpijski i rekordzista świata.
Niespodziewanie w wielu 20 lat zwyciężył na igrzyskach olimpijskich w 1952 w Helsinkach, pokonując swego rodaka, obrońcę tytułu Imre Németha (zdobył brązowy medal), któremu odebrał wówczas rekord świata wynikiem 60,34 m (był to pierwszy w historii rzut na odległość ponad 60 m).
Na mistrzostwach Europy w 1954 w Bernie Csermák zdobył brązowy medal. Później startował również na igrzyskach olimpijskich w 1956 w Melbourne (5. miejsce), mistrzostwach Europy w 1958 w Sztokholmie (8. miejsce) oraz na igrzyskach olimpijskich w 1960 w Rzymie (odpadł w eliminacjach).
Czterokrotnie zdobywał mistrzostwo Węgier (w 1953, 1954, 1956 i 1957), ośmiokrotnie ustanawiał rekord kraju. Jego rekord życiowy pochodził z 1960 i wynosił 64,23 m. Zmarł w wieku 68 lat na zawał serca.